# Sfax
Sfax (arabiska صفاقس, Safāqis) är Tunisiens näst största stad, och har cirka 270 000 invånare. Staden ligger i den östra delen av landet, vid Gabèsbuktens norra kust, och är administrativ huvudort för guvernementet Sfax. Den fungerar som centralort för södra och mellersta delarna av landet då huvudstaden Tunis ligger på den nordligaste kusten. Kring Sfax medina löper en välbevarad 2 km lång stadsmur från 1600-talet. Stora moskén i staden är från omkring år 900. Här finns även ett folkmuseum och en stor marknad, och sedan 1986 ett universitet.

## Historia
På platsen för dagens Sfax låg under antiken städerna Taparura och Thaenae. Sfax grundades av aghlabiderna på 800-talet. Staden var förr i tiden utgångspunkt för karavanerna till Centralafrika. Den bombarderades av fransmännen 1881, och intogs den 16 juli samma år. Under andra världskriget var staden en bas för axelmakterna, och den bombarderades svårt 1942-1943.

## Administrativ indelning
Kommunen är indelad i sju arrondissement:
- Chamalia
- Cité El Habib
- El Bostane
- El Medina
- Er-Rbadh
- Merkez Chaker
- Sidi Mansour

## Näringsliv och kommunikationer
Sfax är en fiskehamn och utskeppningsplats för den fosfat som utvinns vid Gafsa. Dessutom utförs härifrån olivolja, jordnötter, dadlar, spannmål och alfalfa. Industrier i staden är bland annat kemisk industri och saltutvinning, och i närheten finns stora oljefält och oljeledningar.